# Уваровичи
Ува́ровичи (бел. Уваравічы) — городской посёлок в Буда-Кошелёвском районе Гомельской области Беларуси. Административный центр Уваровичского сельсовета.
Численность населения — 2 088 человек (на 1 января 2025 года).
Рядом находятся залежи глины.

## География

### Расположение
В 21 км на юг от Буда-Кошелёво, 8 км от железнодорожной станции Уза (на линии Жлобин — Гомель), 25 км от Гомеля.

### Водная система
Река Уза (приток реки Сож). На западе мелиоративные каналы.

## Транспортная система
Транспортные связи по автомобильной дороге Буда-Кошелёво — Уваровичи и автодорогам, которые идут к Гомелю. Планировка состоит из сети почти параллельных между собой улиц, ориентированных с юго-востока на северо-запад и соединенных переулками. На востоке две параллельные между собой улицы почти широтной ориентации идут от реки к основной части застройки. Строения центральной части — кирпичные, старая застройка деревянная.

## Геральдика
В 1893 году белорусский археолог Е. Р. Романов произвёл археологическую разведку на местном городище. В 1976 году городище исследовалось Я. Г. Зверугой, а в период с 1988 по 1990 года А. И. Дробышевским. Археологи полагают, что городище имело специально оборудованный и укреплённый вход. В 1873 году было отмечено наличие «въезда» в виде разрыва в земляном валу, а также площадки перед ним. Анализируя герб городского посёлка Уваровичи, принятого в 2005 году, можно увидеть эмблему в виде золотых въездных бревенчатых ворот, сам герб выполнен в виде испанского щита.
Герб и флаг учреждены Указом Президента Республики Беларусь от 20 октября 2005 года № 490 и зарегистрированы в Государственном геральдическом регистре Республики Беларусь 1 ноября 2005 года № Б-49 и № Б-50. Одобрены решением Уваровичского поселкового Совета депутатов от 26 сентября 2002 года № 9.

## История
Обнаруженное археологами городище (в 1 км на восток от посёлка), курганный могильник (34 насыпи, в 0,5 км на юг от посёлка), поселение 1-й половины I тысячелетия н. э. и эпохи Киевской Руси (в 3 км на юго-запад от городского посёлка на первой надпоймовой террасе правого берега реки Уза) свидетельствуют про заселение этой территории с давних времён. По письменным источникам известен с 1483 года. В конце XV — начале XVI века входил в Чернигово-Стародубское княжество, владение князей Можайских. В переговорах московских князей с Великим княжеством Литовским часто упоминается в числе населённых пунктов Стародубских волостей, которые то присоединялись к России, то отходили к ВКЛ и подвергались разрушениям в результате военных действий. В 1503 году в трактате перемирия между великим князем Иваном III и великим князем Литовским Александром обозначен как село. В 1508 году упоминается в переписке Василия III и Сигизмунда I по вопросам конфликтов между Московским государством и Великим княжеством Литовским. Поселение сильно пострадало во время войн ВКЛ и Русского государства. В 1525 году упомянут как село в Стрешинской волости. С 1566 года в Речицком повете Минского воеводства Великого княжества Литовского. Позже в Гомельском старостве. В 1740-х годах по инвентарю Гомельского староства 11 дымов, 5 служб, 13 волов, 9 лошадей, Свято-Пречистенская церковь.
После Раздела Речи Посполитой (1772 год) в составе Российской империи, местечко. С 1825 года работали мельница и сукновальня. С 1859 года действовала мукомольня (8 рабочих), с 1860 года — сахарный завод и винокурня, с 1876 года — круподробилка, во владении помещика акциз. После отмены крепостного права 1861 года произошли волнения крестьян против притеснения со стороны помещика. В 1864 году открыта школа. Хозяева фольварка имели в 1879 году 8786 десятин земли, водяную и ветряную мельницы, винокурню. В 1884 году находились 2 кирпичных завода (открыты в 1876 и 1880 годах), хлебозапасный магазин. По переписи 1897 года находились: церковь (каменная, построена в 1876 году), почтовое отделение, церковно-приходская и земская школы, бумажно-ткацкое предприятие, хлебозапасный магазин, 5 ветряных мельниц, 18 лавок, круподробилка, кузница, трактир, лечебный покой. Рядом был одноимённый фольварк в котором располагались винокурня и круподробилка. Входил в состав Руденецкой волости Гомельского уезда Могилёвской губернии. В 1909 году 2 кирпичных и 730 деревянных строений, 2079 десятин земли. Действовала заемно-сберегательная касса.
Местечковцы активно сражались против оккупации Гомельщины немецкой армией. 30 ноября 1918 года Уваровичи были освобождены. В 1926 году действовали совхоз «Новый путь», сельскохозяйственная артель, 2 начальные школы, библиотека, сельскохозяйственный кредитный кооператив врачебный и ветеринарный пункты, кирпичный завод, сыроварня, винокурня.
С 1919 года в Гомельской губернии РСФСР, центр волости. С 1926 года в БССР, с 1938 года городской посёлок. С 8 декабря 1926 года до 17 апреля 1962 года центр Уваровичского района.
В 1929 году организован колхоз «Рассвет». Выходила районная газета. В 1934 году работали винзавод (с 1900 года), кирпичный завод (с 1931 года), МТС и ремонтная мастерская (с 1931 года), столярная, обувная, портняжная, шорная мастерские, типография, маслозавод, мельница, ветряная мельница, 3 кузницы, хлебопекарня. С 27 сентября 1938 года городской посёлок.
Во время Великой Отечественной войны в июле 1941 года был создан отряд народного ополчения (588 человек, руководитель Клименок). Около посёлка в августе 1941 года тяжёлые оборонительные бои вели части Красной Армии вместе с ополченцами. Евреев согнали в гетто и убили к январю 1942 года. Освобождён 27 ноября 1943 года. В боях около посёлка в ноябре 1943 года погибли 22 солдата и 1 партизан (похоронены в братской могиле в саду экспериментальной базы «Уваровичи»).

## Население

### Численность
- 2025 год — 2 088 жителей[3]

### Динамика
- 1826 год — 731 житель
- 1838 год — 90 дворов
- 1838 год — 935 жителей
- 1884 год — 165 дворов
- 1897 год — 243 двора, 1441 житель; в фольварке 5 дворов, 45 жителей (согласно переписи)
- 1909 год — 2372 жителя
- 1926 год — 519 дворов, 2391 житель
- 2015 год — 2 324 жителя[8]
- 2018 год — 2 284 жителя
- 2023 год — 2 162 жителя[9]
- 2024 год — 2 132 жителя[10]
- 2025 год — 2 088 жителей[3]

| Численность населения: |
| График не отображается по техническим причинам. Чтобы исправить это, воспроизведите график в новом формате, если это возможно. |

## Инфраструктура
Молочный завод, цех Буда-Кошелёвского плодово-овощного завода, льнозавод (с 1952 года), комбинат бытового обслуживания, средняя и музыкальная школы, детский дом, детский сад, Дом культуры, 2 библиотеки, больница, отделение связи, церковь.

## Культура
- Дом культуры
- Центр детского творчества
- Музей ГУО «Уваровичская средняя школа Буда-Кошелёвского района»

## Достопримечательность
- Городище периода раннего железного века (милоградская и зарубинецкая культуры), VII в. до н. э. — I в. н. э. —  Историко-культурная ценность Республики Беларусь, шифр 313В000141. Городище находится на восточной окраине г. п. Уваровичи у въезда в населенный пункт со стороны д. Радеево и г. Гомель.
- Братская могила (1943) —  Историко-культурная ценность Республики Беларусь, шифр 313Д000142. В 1983 году на могиле установлена стела с барельефными изображениями воинов. Справа — надпись «Вечная слава павшим героям. 1941—1945». С правой стороны от стелы размещена мемориальная плита, на которую нанесены фамилии захороненных. По обеим сторонам лестницы, ведущей к памятнику, лежат мемориальные плиты, на которые нанесены фамилии земляков, погибших в годы Великой Отечественной войны. Является местом захоронения 31 воина Красной Армии.
- Могила жертв фашизма (1941) —  Историко-культурная ценность Республики Беларусь, шифр 313Д000143. В 1948 году на могиле был установлен обелиск из кирпича и цемента. В 1984 году проведена реконструкция памятника: на постаменте из кирпича и бетона установлен бетонный обелиск, облицованный мрамором. На обелиске — надпись о погибших: «Здесь похоронено 247 мирных граждан, расстрелянных немецко-фашистскими захватчиками в ноябре 1941 года».
- Храм Рождества Пресвятой Богородицы
- Аллея Памяти

### Памятник, скульптура
- Памятник В. И. Ленину